# Turkwel
Der Turkwel ist ein Fluss im östlichen Afrika, der am Mount Elgon entspringt und in den Turkana-See mündet.

## Verlauf
Der Fluss entspringt in Uganda am Mount Elgon an der kenianisch-ugandischen Grenze. Er fließt zum Turkana-See. Von seiner Quelle bis zur Grenze des West Pokot Districts heißt er Suam. Der Name leitet sich von dem Wort Tirkol aus der Sprache Turkana ab, das „fischreicher Fluss“ bedeutet. Anfang der 1990er Jahre wurde mit Unterstützung aus Frankreich die Turkwel-Talsperre und ein umstrittenes Wasserkraftwerk errichtet. Aufgrund der schwankenden Wassermengen wird eher wenig Elektrizität produziert.